# Vozovna Dukla

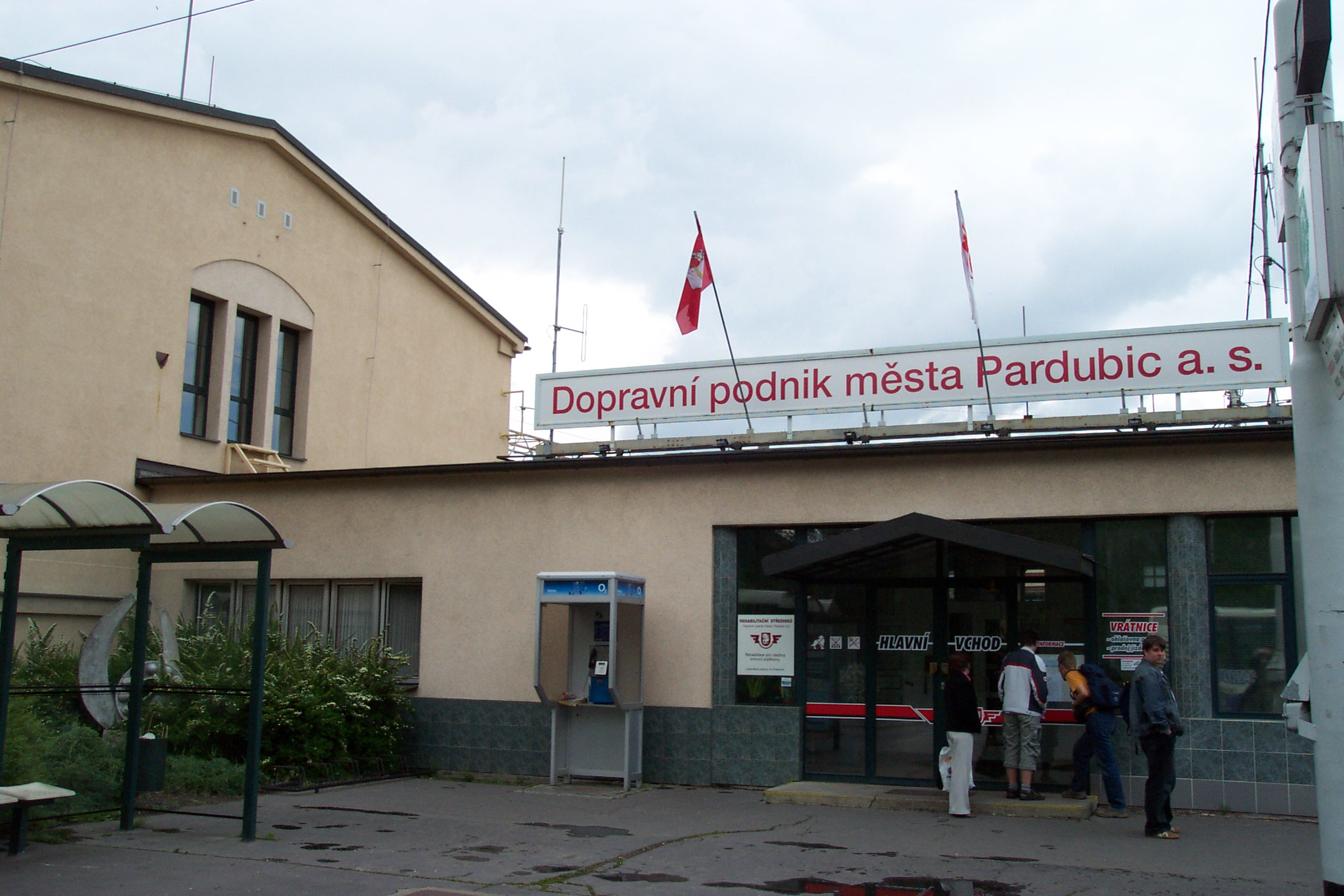
Přední část vozovny Dukla

Vozovna Dukla je jediná vozovna v Pardubicích. Sídlí zde Dopravní podnik města Pardubic a jsou zde deponovány jak trolejbusy, tak autobusy, kterým je vyhrazena západní část areálu. Vozovna se nachází na jihozápadě města, nedaleko nádraží, ve čtvrti Zelené Předměstí. Vyprojektována byla již v roce 1949, fungovat začala o tři roky později. Součástí vozovny jsou také i dílny a opravny.

## Členění vozovny
- odstavná plocha autobusů
- odstavná plocha trolejbusů
- hala mycí linky, pneuservisu a lakovny
- hala těžké údržby autobusů (obsahuje i administrativní část a akumulátorovnu)
- hala těžké údržby trolejbusů (obsahuje i dílnu denního ošetření, učebnu a kanceláře autoškoly, písmomalírnu a rehabilitační zařízení)
- hlavní administrativní budova (včetně vrátnice, dispečinku a "šoférky")
- sklady MTZ
- dílna střediska PTZ (pevná trakční zařízení)
- garáže střediska PTZ
- garáže střediska Hromadná doprava a údržby jízdenkových automatů
- čerpací stanice nafta a Ad-blue
- měnírna Vozovna
- přístřešek pro odstavování historických trolejbusů
- pomocné provozy